# 12106 Menghuan
12106 Menghuan è un asteroide della fascia principale. Scoperto nel 1998, presenta un'orbita caratterizzata da un semiasse maggiore pari a 2,3773371 au e da un'eccentricità di 0,1006261, inclinata di 5,77599° rispetto all'eclittica.
L'asteroide è dedicato allo studente cinese Meng Huan.